# 大宝寺 (五島市)
大宝寺（だいほうじ）は、長崎県五島市玉之浦町にある高野山真言宗の寺院である。山号は弥勒山。所在地の玉之浦町は五島列島（五島）・福江島の南西端にあたり、遣唐使が唐へ向かう際の最終寄港地であった。創建は元年（701年）と伝えられ、遣唐使に随行した空海が講釈を開いた逸話が残り「西の高野山」の異名で知られる。

## 歴史
大宝元年（701年）、唐の僧侶であり三論宗の開祖である道融の創建と伝えられる。また7世紀末に在位した持統天皇の勅願寺でもあり、五島の寺院として最も古い歴史を持つ。
大同元年（806年）、遣唐使に随行して唐に留学した空海が帰朝する際に大宝寺の付近に漂着したと伝わり、日本で最初となる真言宗の講釈を行った。さらに三論宗から真言宗に改宗し、ここを中心に真言密教を広めたことから、以来「西の高野山」の異名でも知られている。
五島八十八ヶ所巡拝の八十八番札所でもあり、境内には「弘法大師霊場 祈願お砂奉安 四国八十八ヶ所巡拝御砂踏處」と書かれた大師堂がある。

## 文化財
梵鐘は長崎県有形文化財に指定されており、応安8年（1375年）旧暦2月18日、播磨国多可郡の西林寺（兵庫県西脇市）の僧・増信の寄進をもとに、豊前国小倉の鋳物師・藤原顕宗により再鋳されたものである。
またへそ神様と呼ばれる五重層の石塔は、五島内でも数例の少ない関西で作られた五重層石塔とみられ、正平24年（1369年）の銘がある。上掲の梵鐘と合わせ中世日本の五島－畿内間の交通・交易路を考察するうえで重要な資料とされる。

## 周辺
- 井持浦天主堂
- 大瀬埼灯台
- 大宝簡易郵便局

## 交通
- 自動車
  - 福江港から約40[1]〜55分[2]
  - 福江空港から約55分[2]